# Anathallis linearifolia
Anathallis linearifolia é uma espécie de orquídea (Orchidaceae) originária do Brasil.